# Monika Skalar
Monika Skalar, slovenska violinistka in pedagoginja, * 25. junij 1958, Koper.
Violino je študirala pri Igorju Ozimu na Visoki glasbeni šoli v Kölnu. Med letoma 1982 in 2003 je bila koncertni mojster Simfoničnega orkestra RTV Slovenija, od leta 2002 pa poučuje na Akademiji za glasbo v Ljubljani. Deluje v komornem ansamblu Ljubljanski godalni kvartet, kot koncertni mojster pa deluje tudi v orkestru Camerata labacensis.
Njen mož je slovenski violončelist Stanislav Demšar.